# 一ツ家
一ツ家（ひとつや）は、東京都足立区の町名。現行行政地名は一ツ家一丁目から四丁目。住居表示実施済み区域。

## 地理
東京都足立区中央部に位置する。北で保塚町、東で六町および西加平、南で青井および中央本町、西で平野と隣接する。

### 地価
住宅地の地価は、2025年（令和7年）1月1日の公示地価によれば、一ツ家4-5-5の地点で35万3000円/m2となっている。

## 歴史
現在の一ツ家は平野と同様に、かつては東栗原町・東島根町・竹塚町などのいくつかの町が複雑に入り組んでいる地域であったが、住居表示の実施に伴って町名町界が整理された。なお、平野は古くから地内の耕地名・小字名として使われていたのに対して、一ツ家は耕地名ではなく俗称・汎称地名として使われていた点が異なる。

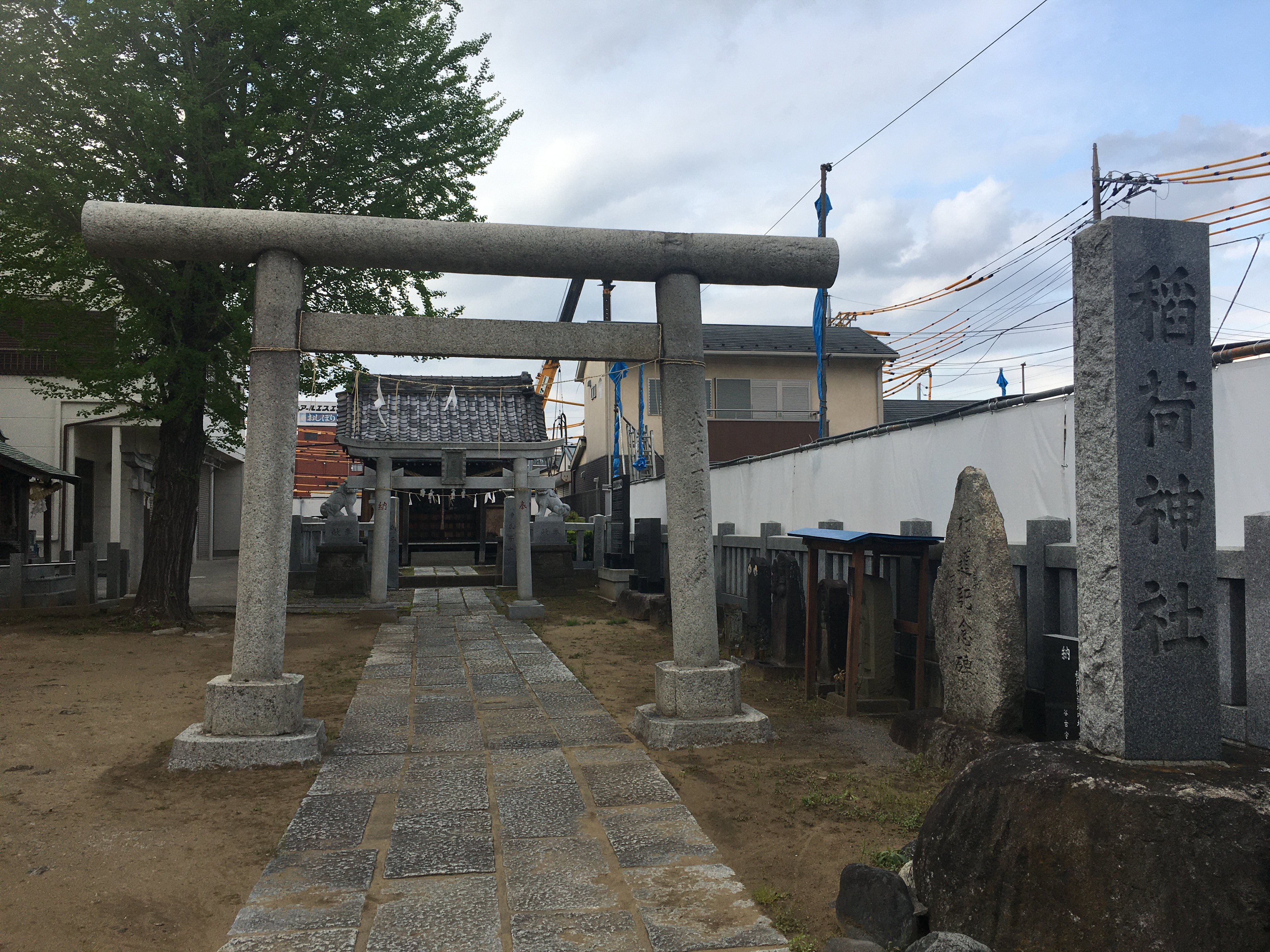
一ツ家稲荷神社

一ツ家稲荷神社には元禄6年（1693年）の庚申塔が保存されているが、一ツ家の名が初めて明確に記されたのは1909年に参謀本部陸地測量部によって作成された地図によってであり、江戸時代に一ツ家と呼ばれていたことを示す史料は見つかっていない。一ツ家稲荷神社には「栗原新田念仏供養講中」と刻まれている安永9年（1780年）の念仏供養塔が残されているほか、1880年の迅速図にはこの近辺のことを「栗原新田」と記しており、かつてこの一帯が「栗原新田」と呼ばれており、栗原村の人々によって開発された地であることが窺える。

### 地名の由来
足立区には一ツ家のほかにも二ツ家や四ツ家といった地名がかつて存在していたほか、五反野駅近くを流れていた堀は三ツ家堀と呼ばれており、これらの名はこの地を開発した入植者の家の軒数を表していると言われている。「一ツ家」もかつて開拓された当初は湿地帯の中にただ一軒だけの家があるだけだったと考えられている。他の二ツ家や四ツ家の地名は、現在ではバス停や公共施設の建物名に残されているだけだが、一ツ家の名は住居表示後も町名として存続している。

### 沿革
- 1975年10月1日 - 東栗原町・東島根町・小右衛門町・六月町・六町・竹塚町の各一部に住居表示が実施され、一ツ家一-四丁目が設置される。

## 世帯数と人口
2025年（令和7年）1月1日現在（足立区発表）の世帯数と人口は以下の通りである。
| 丁目         | 世帯数    | 人口    |
| ------------ | --------- | ------- |
| 一ツ家一丁目 | 887世帯   | 1,787人 |
| 一ツ家二丁目 | 1,534世帯 | 2,898人 |
| 一ツ家三丁目 | 1,034世帯 | 2,145人 |
| 一ツ家四丁目 | 308世帯   | 676人   |
| 計           | 3,763世帯 | 7,506人 |

### 人口の変遷
国勢調査による人口の推移。
| 年                 | 人口  |
| ------------------ | ----- |
| 1995年（平成7年）  | 6,475 |
| 2000年（平成12年） | 6,338 |
| 2005年（平成17年） | 6,807 |
| 2010年（平成22年） | 7,354 |
| 2015年（平成27年） | 7,292 |
| 2020年（令和2年）  | 7,221 |

### 世帯数の変遷
国勢調査による世帯数の推移。
| 年                 | 世帯数 |
| ------------------ | ------ |
| 1995年（平成7年）  | 2,366  |
| 2000年（平成12年） | 2,494  |
| 2005年（平成17年） | 2,796  |
| 2010年（平成22年） | 3,278  |
| 2015年（平成27年） | 3,198  |
| 2020年（令和2年）  | 3,300  |

## 学区
区立小・中学校に通う場合、学区は以下の通りとなる（2023年4月時点）。なお、足立区では学校選択制度を導入しており、区内全域から選択することが可能。ただし、小学校に関しては、2018年（平成30年）度から学区域または学区域に隣接する学校のみの選択になる。
| 丁目         | 番地 | 小学校               | 中学校               |
| ------------ | ---- | -------------------- | -------------------- |
| 一ツ家一丁目 | 全域 | 足立区立平野小学校   | 足立区立東島根中学校 |
| 一ツ家二丁目 | 全域 | 足立区立東栗原小学校 | 足立区立東島根中学校 |
| 一ツ家三丁目 | 全域 | 足立区立東栗原小学校 | 足立区立栗島中学校   |
| 一ツ家四丁目 | 全域 | 足立区立加平小学校   | 足立区立青井中学校   |

## 事業所
2021年（令和3年）現在の経済センサス調査による事業所数と従業員数は以下の通りである。
| 丁目         | 事業所数  | 従業員数 |
| ------------ | --------- | -------- |
| 一ツ家一丁目 | 70事業所  | 979人    |
| 一ツ家二丁目 | 101事業所 | 544人    |
| 一ツ家三丁目 | 69事業所  | 615人    |
| 一ツ家四丁目 | 29事業所  | 664人    |
| 計           | 269事業所 | 2,802人  |

### 事業者数の変遷
経済センサスによる事業所数の推移。
| 年                 | 事業者数 |
| ------------------ | -------- |
| 2016年（平成28年） | 266      |
| 2021年（令和3年）  | 269      |

### 従業員数の変遷
経済センサスによる従業員数の推移。
| 年                 | 従業員数 |
| ------------------ | -------- |
| 2016年（平成28年） | 2,417    |
| 2021年（令和3年）  | 2,802    |

## 交通

### 道路
- 東京都道318号環状七号線 - 地域南辺、当地と中央本町及び青井との境界線上を走っている。

## 施設
- 足立区立東栗原小学校

## 史跡
- 一ツ家稲荷神社
- 鈴野稲荷神社

## その他

### 日本郵便
- 郵便番号 : 121-0075[3]（集配局 : 足立北郵便局[16]）。